# Amazon DynamoDB
Amazon DynamoDB（アマゾン・ダイナモ ディービー）はAmazon Web Servicesが提供するフルマネージドのNoSQL（key-value/ドキュメント）データベースサービスである。
DynamoDBは他のAmazonのサービスとは異なり、データ量だけでなく、スループットに基づき購入する。DynamoDBは自動的にデータとトラフィックをSSDを搭載した適切な数のサーバーに分散し、応答性を一定の速度に保つ。Amazon Elastic MapReduceを併用し、Hadoopと併用できる。
DynamoDBはマネージド版のApache Cassandraと比較される。
Amazon CTOのWerner Vogelsが2012年1月18日に発表した。当初はアメリカ東海岸のリージョンでのみ提供されていたが、2012年3月1日より東京リージョンでの提供が始まった。

## データモデル
DynamoDBはkey-value store（KVS）モデルを採用している。

### 複合ソートキー
PrimaryKeyを構成するsortKeyはクエリ対象の絞り込み（range query）に利用できる。sortKeyはbegins_withクエリで絞り込みが可能なため、階層性をもったattributeをconcatしたものをsortKeyに設定することで複数attributeに基づく絞り込みが可能である。このsortKeyはComposite sort keyと呼ばれる。例えば国と地域に基づいて街リストを得ようとする。sortKeyとして country#region#city（例: Japan#Tokyo#Shinjuku,  Japan#Tokyo#Ikebukuro）を設定しbegins_with: Japan#Tokyoクエリを発行すればShinjukuとIkebukuroが得られる。begins_with: Japanクエリを発行すれば日本の全ての街リストを得られる。

## 参照
1. 1 2   Clark, Jack (2012年1月19日). “Amazon switches on DynamoDB cloud database service”. ZDNet. 2012年1月21日時点のオリジナルよりアーカイブ。2012年1月21日閲覧。
2. 1 2  Amazon DynamoDB は、規模に関係なく数ミリ秒台のパフォーマンスを実現する、key-value およびドキュメントデータベースです。完全マネージド型マルチリージョン、マルチマスターで耐久性があるデータベースで… Amazon DynamoDB
3. ↑   Ellis, Jonathan (2012年1月18日). “Amazon DynamoDB”. Cassandra Developer Center.   Datastax.com. 2012年1月21日閲覧。
4. ↑   Vogels, Werner (2012年1月18日). “Amazon DynamoDB – a Fast and Scalable NoSQL Database Service Designed for Internet Scale Applications”. All Things Distributed blog. 2012年1月21日閲覧。
5. ↑  “Amazon Web Services ブログ: 【AWS発表】 Amazon DynamoDBが東京リージョンで利用可能に”. 2014年10月28日閲覧。
6. ↑  Careful design of the sort key lets you retrieve commonly needed groups of related items using range queries with operators AWS - DynamoDB - Developer Guide
7. ↑  Composite sort keys let you define hierarchical (one-to-many) relationships in your data that you can query at any level of the hierarchy. AWS - DynamoDB - Developer Guide